# James Wordie
Sir James Mann Wordie, CBE (26 de Abril de 1889 – 16 de Janeiro de 1962) foi um explorador polar e geólogo escocês. 
Wordie nasceu em Partick, Glasgow, no ex-condado de Lanarkshire, na Escócia. Estudou na Academia de Glasgow e na Universidade de Glasgow, onde obteve o grau de Bacharel em geologia. Formou-se no Colégio St. John em 1912, tendo começado a trabalhar em pesquisa. O seu trabalho colocou-o em contacto com Frank Debenham e Raymond Priestley, membros da Expedição Terra Nova de Robert Falcon Scott. O interesse por exploração e descobertas científicas de Wordie foi aumentado por estes dois homens.
Em 1914, Wordie juntou-se à expedição à Antártida de Ernest Shackleton, conhecida como Expedição Transantártica Imperial, onde ficou com as funções de geólogo e cientista-chefe. Apesar do insucesso da expedição, e do afundamento do navio Endurance, Wordie manteve o moral, efectuou trabalhos científicos na área da oceanografia e recolheu amostras geológicas.
Wordie esteve presente em nove expedições polares. Durante as década de 1920 e 1930, efectuou várias viagens ao Ártico e ajudou a formar uma nova geração de exploradores, incluindo Vivian Fuchs, Gino Watkins e Augustine Courtauld. Tornou-se um conferencista experiente em assuntos de exploração polar, e poucas foram as expedições que deixaram o Reino Unido sem primeiro consultar Wordie. A Plataforma de Gelo Wordie, na Península Antártica tem o seu nome. Fez parte do conselho do Instituto de Pesquisa Polar Scott (IPPS) e foi presidente da Real Sociedade Geográfica. Durante a sua passagem na Sociedade, ajudou a planear a primeira subida com sucesso ao Monte Everest por Edmund Hillary e Tenzing Norgay. Enquanto esteve no IPPS, apoiou Fuchs ina primeira treavessia do continente antártico — o objectivo principal da expedição Transantártica Imperial. Foi Mestre do Colégio St. John, e recebeu o grau de Cavaleiro em 1957 pelas suas contribuições para a exploração polar britânica.
Wordie contribuiu para o Manual de Informações Navais, publicado durante a Segunda Guerra Mundial.